# Mahakiranti-Sprachen
Die Mahakiranti-Sprachen oder himalayischen Sprachen (kurz Mahakiranti oder Himalayisch) bilden eine Untergruppe der tibetobirmanischen Sprachen, eines Primärzweiges des Sinotibetischen. Die etwa 40 Mahakiranti-Sprachen werden von 2,3 Millionen Menschen in Nepal gesprochen. Mahakiranti besteht aus drei Untergruppen, die allgemein anerkannte genetische Einheiten bilden: dem Kiranti, dem Newari-Thangmi und dem Magar-Chepang.
Die genetische Einheit des Mahakiranti (Groß-Kiranti) wurde von van Driem auf Grund gemeinsamer Innovationen postuliert (van Driem 2001) und durch Matisoff (2003) bestätigt. Allerdings rückte van Driem (in Saxena 2004) wieder von einer näheren genetischen Beziehung zwischen den Kiranti-Sprachen und dem Newarischen ab.

## Klassifikation und Untereinheiten
- Sinotibetisch
  - Tibetobirmanisch
    - Mahakiranti oder Himalayisch
      - Kiranti   (600 Tsd. Sprecher)
      - Magar-Chepang   (700 Tsd. Sprecher)
      - Newari-Thangmi   (1 Mio. Sprecher)